# シン・サンフン (アイスホッケー)
シン・サンフン（1993年8月1日 - ）は、韓国のソウル出身のプロアイスホッケー選手。ポジションはフォワード。アジアリーグアイスホッケーのHLアニャンに所属。

## 経歴
中東高等学校から延世大学へ進学。
2013-2014シーズンはフィンランドの2部リーグであるメスティスのキエッコ・バンタでプレーした。
2014-2015シーズンからアジアリーグアイスホッケーの安養ハルラでプレー。
2017-2018シーズンから兵役のためサンムに所属。
2018-2019シーズンに除隊。
2019-2020シーズンから安養に復帰。
2022年1月31日にイーストコースト・ホッケー・リーグ(ECHL)のアトランタ・グラディエーターズと契約を結んだ。
2021-2022シーズンは2022年2月2日にECHL初出場を果たした。オフの2022年9月26日にグラディエーターズと再契約を結んだ。
2022-2023シーズンもグラディエーターズでプレーし、安養に復帰。
2023-2024シーズンはチームが2シーズン連続となる8度目の優勝を果たし、シンも優勝を経験することになった。